# Камілло Єрусалем
Камілло Єрусалем (нім. Camillo Jerusalem, 3 квітня 1914, Відень — 1 серпня 1989, там само) — австрійський футболіст, що грав на позиції нападника. По завершенні ігрової кар'єри — тренер.
Виступав, зокрема, за клуб «Аустрія» (Відень), а також національну збірну Австрії.
Дворазовий володар Кубка Мітропи. Триразовий володар Кубка Австрії. Чемпіон Франції. Чемпіон Швейцарії. 

## Клубна кар'єра
Народився 3 квітня 1914 року в місті Відень. Вихованець юнацьких команд футбольних клубів Landstraßer Amateure, Bandiera та Landstraßer Amateuren.
У дорослому футболі дебютував 1930 року виступами за команду «Аустрія» (Відень), в якій провів вісім сезонів.  За цей час двічі виборював титул володаря Кубка Мітропи і тричі володаря Кубка Австрії. В 1933 році зіграв лише в одному матчі розіграшу кубка: в 1/16 фіналу, коли «Аустрія» перемогла «Слован» з рахунком 10:1, а Каміло відзначився одним голом.
Згодом з 1938 по 1951 рік грав у складі команд «Сошо», «Аустрія» (Відень), «Сошо», «Рубе-Туркуен», «Кольмар», «Безансон» та «Серветт». Протягом цих років додав до переліку своїх трофеїв титул чемпіона Франції, ставав чемпіоном Швейцарії.
Завершив ігрову кар'єру у команді «Гренхен», за яку виступав протягом 1952—1953 років.

## Виступи за збірну
1936 року дебютував в офіційних матчах у складі національної збірної Австрії. Протягом кар'єри у національній команді, яка тривала 10 років, провів у її формі 12 матчів, забивши 6 голів.

## Кар'єра тренера
Розпочав тренерську кар'єру, ще продовжуючи грати на полі, 1951 року, очоливши тренерський штаб клубу «Гренхен». Досвід тренерської роботи обмежився цим клубом.
Помер 1 серпня 1989 року на 76-му році життя у місті Відень.

## Титули і досягнення
- Володар Кубка Австрії (3):

«Аустрія» (Відень): 1932-1933, 1934-1935, 1935-1936
- Володар Кубка Мітропи (2):

«Аустрія» (Відень): 1933, 1936
- Чемпіон Франції (1):

«Рубе-Туркуен»: 1946-1947
- Чемпіон Швейцарії (1):

«Серветт»: 1949-1950